# Peter Pan & Wendy
Peter Pan & Wendy ist eine 2023 veröffentlichte Realverfilmung von Disneys Zeichentrickfilm Peter Pan (1953). Als Regisseur fungierte David Lowery, der zusammen mit Toby Halbrooks auch das Drehbuch verfasst hat. Die beiden hatten bereits beim Disney-Film Elliot, der Drache (2016) zusammengearbeitet. Die Veröffentlichung erfolgte am 28. April 2023 auf Disney+.

## Handlung
Wendy Darling und ihre Geschwister John und Michael spielen eines Abends mit Holzschwertern die Geschichte einen Kampf zwischen Peter Pan und Captain Hook nach. Dabei zerbricht ein Spiegel. Als ihre Mutter hereinkommt, behauptet Wendy, dass es die Schuld ihrer Brüder und ihres Spiels sei. Ihre Mutter setzt sich daraufhin zu ihr ans Bett, wo Wendy den Wunsch äußert, nicht erwachsen werden zu wollen. Kurz später, als die Kinder allein sind, kommt Peter Pan mit der Fee Tinkerbell, deren Wort für Wendy wie das Klingeln von Glöckchen klingt. Peter verliert seinen Schatten, den Wendy ihm wieder annäht. Sie sagt ihm, dass sie bei Problemen immer einen Kuss ihrer Mutter erhält. Da Peter nicht weiß, was ein Kuss ist, gibt ihm Wendy einen Fingerhut und sagt, dies wäre ein Kuss. Kurz später lernen die Kinder auf ihrem Balkon fliegen. Sie brauchen dafür Feenstaub und müssen an gute Dinge denken. So fliegen die Kinder mit Wendy und Peter zur Insel Nimmerland.
In Nimmerland angekommen, werden sie noch in der Luft von Piraten mit Kanonen beschossen. Dadurch werden sie getrennt. Wendy landet bei den verlorenen Jungs, unter denen auch Mädchen sind, und Tiger Lily und kann dort beobachten, wie ihre Brüder von den Piraten aus dem Meer gezogen wurden. Der Kapitän der Piraten, Kapitän James Hook, lässt John und Michael an einen Felsen in einer Grotte fesseln, damit die aufsteigende Flut sie ertränke. Wendy und die verlorenen Jungs kommen aber zur Hilfe sowie Peter, der sich die Zeit über als Pirat verkleidet in die Mannschaft geschlichen hatte. Sie befreien die John und Michael und können in ihre Behausung zurückkehren.
Dort erfährt Wendy von Peter, dass dieser früher mit Hook befreundet war, als dieser noch James genannt wurde. James war der erste verlorene Junge, segelte aber eines Tages fort und kehrte als Pirat zurück. Während des Gesprächs konnten die Piraten die Kinder und schließlich durch eine Falle auch Wendy sowie Tinkerbell gefangen nehmen.
Auf dem Schiff der Piraten erfährt Wendy von Hook, dass dieser damals seine Mutter vermisst hatte. Peter hatte James daraufhin verstoßen und James verbrachte seine Zeit auf See damit, seine Mutter zu suchen. Er fand sie aber nicht, sondern wurde von Piraten gefunden und wuchs bei ihnen heran. In der Wut seiner Erinnerung veranlasst Hook, die Kinder zu töten. Wendy bietet sich daraufhin ihr eigenes Leben im Austausch für das Leben der Kinder an. Hook willigt ein und schickt Wendy über die Planke. Dabei kann sich aber auch Tinkerbell befreien und Wendy noch rechtzeitig vor dem Aufprall zum Fliegen bringen. Bald beginnt das ganze Schiff zu fliegen. Auch Peter kommt mit Hilfe von Tiger Lily den Kindern zu Hilfe. Durch das Umdrehen des Schiffes fallen beinahe alle Piraten von Bord, nur Hook kann sich noch an Bord halten. Er kämpft nun mit Peter. Peter entschuldigt sich bei Hook für sein Verhalten. Als Hook nur von Peter noch am Schiff gehalten wird, versucht Peter, ihn durch gute Erinnerungen ins Fliegen zu bringen und ihn so zu retten. Hook hat aber keine guten Erinnerungen und stürzt in die Tiefe.
Auf Wendys Vorschlag hin bringt Peter sie, ihre Geschwister und die verlorenen Jungs wieder in die echte Welt zu den Darlings. Dort erwacht Mrs. Darling und möchte in das Kinderzimmer gehen. Doch Wendy kommt ihr noch zuvor, fällt in ihre Arme und entschuldigt sich bei ihrer Mutter. Mrs. und Mr. Darling hören die Geräusche aus dem Kinderzimmer und entdecken darin die verlorenen Jungs. Wendy trifft Peter auf dem Dach. Er erzählt ihr, dass er auch aus London stamme und zeigt ihr eine Stelle, wo er seinen Namen in einen Stein geritzt hat. Als seine Mutter eines Tages sagte, dass er erwachsen werden solle, ist er gegangen. Er vermisst seine Mutter, aber es gibt sie nicht mehr. Wendy bittet ihn, bei ihr zu bleiben und erwachsen zu werden. Aber er sagt, dass er noch nicht bereit dafür sei und fliegt wieder auf das Schiff. Die Kinder verabschieden sich von Peter und Tinkerbell, die Wendy nun verstehen kann, und sehen sie davon fliegen. Zurück in Nimmerland, sieht Peter Kapitän Hook, der sich an Trümmerstücken seines Schiffs festhält, und lächelt ihm entgegen.

## Produktion

### Vorproduktion
Eine Realfilmadaption von Peter Pan wurde bereits am 13. April 2016 angekündigt, mit Lowery als Regisseur und Drehbuchautor zusammen mit Halbrooks. Im Verlauf der nächsten 4 Jahre sollte vor allem das Drehbuch zum Film erarbeitet werden. In einem Interview bestätigte Lowery, dass der Film einige Elemente abändern werde, um ethnische Stereotypen des Originalfilms anzupassen. Am 7. Januar 2020 wurde der Titel des Films von Peter Pan in Peter Pan & Wendy geändert.

### Besetzung
Im März 2020 wurde Alexander Molony als Darsteller von Peter Pan bekanntgegeben. Wendy soll von Ever Anderson gespielt werden. Für die beiden Newcomer sind es die größten Rollen bisher. Molony war zuvor bereits in der Serie The Reluctant Landlord bei Sky One zu sehen und lieh seine Stimme der Figur Claude in der gleichnamigen Animationsserie bei Disney Junior. Im Juli desselben Jahres nahm Jude Law früh Verhandlungen für die Rolle des Captain Hook auf, was im September bestätigt wurde. Yara Shahidi wurde ebenfalls im September als Tinker Bell besetzt. Im Oktober folgte die Bekanntgabe der Besetzung von Alyssa Wapanatâhk als Tiger Lily. Weitere Rollen wurden im März 2021, mit Beginn der Dreharbeiten, bekannt. Der Comedian Jim Gaffigan spielt Smee, Alan Tudyk übernimmt die Rolle von Mr. Darling, seine Frau wird von Molly Parker verkörpert. Joshua Pickering stellt John dar, Jacobi Jupe Michael.

### Dreharbeiten
Es wurde angekündigt, dass Peter Pan & Wendy in Kanada gedreht werden soll. Die Dreharbeiten sollten am 17. April 2020 starten und im August 2020 beendet sein. Durch die Corona-Pandemie verzögerten sich jedoch die Dreharbeiten. Mitte Juli 2020 war erwartet worden, dass die Dreharbeiten am 8. März 2021 starten und am 30. Juni 2021 beendet sein werden. Bereits am 12. November 2020 verkündete jedoch Disneys CEO Bob Chapek, dass die Produktion aller Filme, die durch das Corona-Virus verzögert worden waren, wieder aufgenommen bzw. abgeschlossen wurde.
Die Dreharbeiten begannen letztlich am 16. März 2021 und sollten am 30. Juni 2021 enden. Zusätzliche Aufnahmen wurden im August 2021 auf der Halbinsel Bonavista Peninsula in Neufundland und Labrador aufgenommen. Die Dreharbeiten endeten offiziell Anfang September 2021.

### Veröffentlichung
Für den Film war bereits zu Beginn der Produktion verkündet worden, dass er auf Disneys Streaming-Dienst Disney+ veröffentlicht werden wird, während etwas später eine Kinoveröffentlichung bekanntgegeben wurde. Letztlich, im Dezember 2020, wurde die Veröffentlichung von Peter Pan & Wendy auf Disney+ angekündigt. Finaler Starttermin war der 28. April 2023.

## Synchronisation
Die deutsche Synchronfassung entstand bei der Arena Synchron, Berlin. Matthias von Stegmann schrieb das Dialogbuch, Patrick Baehr führte Regie und Friedel Morgenstern schrieb die Liedtexte und übernahm die musikalische Leitung.
| Figur           | Darsteller        | Deutscher Sprecher   |
| --------------- | ----------------- | -------------------- |
| Peter Pan       | Alexander Molony  | Jaron Müller-Schuch  |
| Wendy Darling   | Ever Anderson     | Lana Finn Marti      |
| Captain Hook    | Jude Law          | Matthias Deutelmoser |
| Smee            | Jim Gaffigan      | Lutz Schnell         |
| George Darling  | Alan Tudyk        | Sascha Rotermund     |
| Maria Darling   | Molly Parker      | Gundi Eberhard       |
| John Darling    | Joshua Pickering  | Ludwig Ott           |
| Michael Darling | Jacobi Jupe       | Balthazar Kuppuswamy |
| Tinker Bell     | Yara Shahidi      | Friedel Morgenstern  |
| Tiger Lily      | Alyssa Wapanatâhk | Yamuna Kemmerling    |

## Kritik
Susanne Gottlieb schreibt in Der Standard: „David Lowerys Film gelingt es, der Vorlage einige frische Ideen hinzuzufügen: die Neuinterpretation Peter Pans als weitaus düstere Figur etwa […] Aber trotz des neuen Charakterzugs Peters und der interessanten Besetzung […] bleibt Lowerys farb- und freudloser Film hinter den Erwartungen zurück.“
Sidney Schering schreibt auf Filmstarts: „Fazit: Schön und bittersüß, wenn […] David Lowery […] sein eigenes Ding durchzieht, aber atonal und visuell verkrampft, wenn einfach nur der Zeichentrickfilm nachgestellt werden soll: ‚Peter Pan & Wendy‘ ist so am Ende weder ein werkgetreues Realfilm-Remake noch etwas wirklich Eigenes.“
Brian Lowry schreibt auf CNN: „‘Peter Pan & Wendy’ isn’t a complete failure […]; rather, it’s another case of a Disney production that […] never truly takes flight.“ („‚Peter Pan & Wendy‘ ist kein völliger Fehlschlag […]; vielmehr ist es ein weiterer Fall einer Disney-Produktion, die […] nie wirklich abhebt.“)